# The Human League
The Human League es un grupo británico de música synth pop formado en 1977. Iniciadores de este estilo y pioneros en el uso de los sintetizadores en el Reino Unido, lograron gran popularidad en la década de 1980 después de un cambio en sus integrantes. El único miembro original de la banda, que continúa hasta la fecha, es el vocalista y compositor Philip Oakey. La agrupación continuó grabando álbumes y presentándose en vivo, con un moderado éxito comercial, durante los años 1990 y los años 2000. En el presente, el grupo está formado por un trío: Philip Oakey y sus dos compañeras, Joanne Catherall y Susan Ann Sulley.

## Agrupación original
Martyn Ware e Ian Craig Marsh, que trabajaban como operadores informáticos en 1977, combinaban su admiración por la música pop con la música electrónica de vanguardia. Adquirieron un sintetizador Roland System 100 y comenzaron a crear música en su propio estudio. Inicialmente formaron un grupo llamado The Future junto a Adi Newton.
Newton se retiró para formar su propio grupo musical, Clock DVA. Ware y Marsh buscaron a un vocalista, pero su primera elección, Glenn Gregory, quien era la voz principal de su antigua banda Heaven 17, no estaba disponible.
Ware decidió invitar a Philip Oakey, un antiguo amigo del colegio y, hasta entonces, portero de un hospital, para que se uniera al grupo, banda que decidió no llamarse ya The Future en el momento que Newton se retiró. Oakey aceptó la invitación, a pesar de no haber estado en un grupo musical antes. Con la entrada de Oakey decidieron que el grupo necesitaba definir y resolver su nombre, llamándose a sí mismos, en antagonismo irónico a su anterior nombre como The Human League (La Liga Humana).
El nombre Human League deriva del juego Starforce: Alpha Centauri, que fue el segundo juego de ciencia ficción publicado profesionalmente por Simulations Publications. En el juego, la "liga humana" surgió en el año 2415 A.D. y era una sociedad que deseaba más independencia de parte de la tierra y de la terraformación de sistemas no habitables naturalmente.
Además de Ware, Marsh y Oakey, la banda reclutó al fotógrafo Philip Adrian Wright a mediados de 1979, para que exhibiera diapositivas y películas en el escenario. En las carátulas de los álbumes, Wright era acreditado como un miembro más de la banda, aunque su contribución no era musical.
Los integrantes originales publicaron el primer sencillo, Being Boiled, en 1978 y el segundo, The Dignity Of Labour en 1979, ambos con Fast Product. En abril realizan otro sencillo con Virgin Records llamado I Don't Depend On You. Para esta canción el grupo se cambió el nombre por The Men contando con otros cuatro integrantes. En julio, ya con Wright, editan el primer álbum de mediano éxito comercial, Reproduction y en 1980 Travelogue. Ambos alcanzaron el Top 40 de las listas del Reino Unido.
Después del lanzamiento de Travelogue y desilusionados del limitado éxito del álbum, la banda se separa a finales de 1980. Ware y Marsh eventualmente se unieron a Glenn Gregory para formar el grupo Heaven 17 mientras que Oakey conservó los derechos de la marca The Human League después de pagar a sus dos excompañeros por los derechos de autor.

## Años 1980
Después de la separación de la banda original, Wright y Philip Oakey lanzaron otro sencillo, Boys and Girls. Para poder cumplir con los compromisos de su gira por Europa, contrataron al bajista Ian Burden y a dos vocalistas, Susan Ann Sulley y Joanne Catherall, dos colegialas que habían conocido en un club nocturno en Sheffield.
En 1981, el sello Virgin Records los unió al exproductor de la banda The Stranglers, Martin Rushent, y el primer resultado fue el sencillo The Sound of the Crowd, que los llevó al éxito de las listas de sencillos.
El guitarrista Jo Callis (exintegrante de The Rezillos) fue contratado por la banda y, junto con Rushent a cargo, la banda grabó su más exitoso álbum, Dare. El disco logró gran éxito comercial, impulsado por sus pegajosos sencillos Open Your Heart, Love Action/Hard Times y el más famoso: Don't You Want Me, que alcanzó el n.º 1 en las listas del Reino Unido en la Navidad de 1981, convirtiéndose en uno de los sencillos mejor vendidos de ese año. También se posicionó en el n.º 1 en los Estados Unidos en el verano de 1982, un logro excepcional ya que en aquel momento el rock en ese país despertaba de un letargo debido al largo reinado del sonido disco, por lo que la nueva vertiente techno no tenía mucha aceptación. Estos tres lanzamientos fueron acompañados por llamativos vídeos promocionales, como el vídeo de la canción Love Action que estaba basado en la película El Graduado. En el verano de 1982, un álbum remezclado de Dare, llamado Love and Dancing, fue publicado bajo el nombre del grupo League Unlimited Orchestra, alcanzando el n.º 3 en las listas británicas. Durante el período de Dare, la banda a menudo era asociada al movimiento new romantic.
En noviembre de 1982, la canción electropop Mirror Man llegó a la segunda posición en la lista de su país. El siguiente sencillo, lanzado durante abril de 1983, (Keep Feeling) Fascination, también obtuvo el segundo lugar.
Los meses venideros fueron difíciles para la banda, ya que necesitaban grabar un álbum que pudiese igualar el gran éxito de Dare. Un EP que contenía seis canciones llamado Fascination! recopiló los sencillos Mirror Man y Fascination junto al nuevo tema I Love You Too Much de las sesiones de grabación originales de su próximo álbum, posteriormente denominado Hysteria.
La banda pasó muchos meses ansiando hallar sonidos que pudieran equiparar el éxito de Dare. Las cosas se volvieron más difíciles cuando el productor Martin Rushent abandonó el proyecto, al punto que la banda se deshizo de mucho del material que habían grabado hasta entonces y comenzaron todo de nuevo, con los nuevos productores Hugh Padgham y Chris Thomas, aunque algunas contribuciones de Rushent fueron igualmente incluidas en el álbum publicado. Finalmente, en mayo de 1984, el grupo lanzó el sencillo políticamente cargado The Lebanon. Su sonido rock fue una considerable y sorprendente novedad desde su material anterior y el sencillo alcanzó el n.º 11 en el Reino Unido. Esto fue seguido pronto por el álbum Hysteria, llamado así por el difícil y tenso proceso de grabación, el cual entró a las listas de su país en el n.º 3; sin embargo no logró avanzar y los críticos y los seguidores de la banda se dividieron debido a la nueva dirección que había tomado el grupo. El segundo sencillo fue el más bien deprimente tema Life on Your Own que, con sus primeros versos: "...el invierno se aproxima, hay nieve en el suelo...", fue una extraña elección para ser un sencillo lanzado en la mitad del verano. El tema no alcanzó el Top 10 del Reino Unido, logrando sólo la posición dieciséis y poniendo en duda el lanzamiento de un tercer sencillo, debido a que las ventas del disco Hysteria no superaban las expectativas.
De todas formas, a finales de ese año, el éxito llegó para Philip Oakey fuera de The Human League. Oakey colaboró con uno de sus máximos ídolos, Giorgio Moroder, y juntos lograron el éxito Together in Electric Dreams. El tema fue tomado de la banda sonora de la película Electric Dreams y fue un éxito rotundo. El dúo grabó posteriormente un álbum para Virgin Records, llamado Philip Oakey & Giorgio Moroder, pero no tuvo el éxito esperado, sólo publicaron dos sencillos y el disco no alcanzó a entrar al Top 40 del Reino Unido. Sin embargo, el sello al que pertenecía The Human League se animó a lanzar un tercer sencillo del álbum Hysteria en noviembre de 1984, la balada Louise, que logró posicionarse en el n.º 13 de las listas británicas.
En 1986, el grupo se encontraba en un período de estancamiento creativo y luchando para grabar material que mantuviera el nivel de su previo éxito. El compositor clave, Jo Callis, se marchó y fue reemplazado por el batería Jim Russell. El sello discográfico juntó al grupo con los productores de rhythm and blues, Jimmy Jam y Terry Lewis, quienes habían logrado un gran éxito con el sencillo Control de Janet Jackson. El resultado fue el álbum Crash, el cual incluía mucho material escrito por el equipo de Jam y Lewis, y mostraba su distintivo sonido DX7 Yamaha-led, haciéndolo novedoso respecto a los trabajos anteriores de la banda. El disco proporcionó un sencillo n.º 1, Human, pero los otros sencillos tuvieron menor impacto en las listas.
En noviembre de 1988, se pùblicó una recopilación de grandes éxitos que alcanzó el n.º 13 en las listas de su país.

## Años 1990
En 1990, la banda lanzó su último álbum para el sello Virgin Records, Romantic?. Los antiguos miembros Adrian Wright y Ian Burden, junto a Jim Russell, habían dejado el grupo por el momento (aunque Jo Callis regresó para tocar y coescribir dos canciones, incluyendo el poco relevante éxito Heart Like a Wheel). Dos de los nuevos integrantes de la banda fueron el teclista Neil Sutton, que coescribió más de la mitad de las canciones del álbum, y el guitarrista/teclista Russell Dennett que, junto a Philip Oakey, hizo un cameo en la comedia para la TV The Weekenders, interpretando al grupo ficticio Electric Russell tocando en un club.
El disco Romantic? no logró recuperar el gran éxito comercial que el grupo tuvo en 1981, además, el sencillo Soundtrack to a Generation apenas logró entrar en las listas de popularidad. Finalmente, Virgin Records decidió no renovarles el contrato y, sin previo aviso, los despidió, causando un rencor que perdura hasta hoy.
El grupo regresó en 1995, ahora contratados por el sello East West Records, y con el sencillo Tell Me When, lograron su primer gran éxito desde el tema Human de 1986. El álbum que contenía aquella canción, Octopus, se convirtió en disco de plata. En los créditos del disco, la carátula y los vídeos, el grupo fue presentado simplemente como un trío compuesto entre Oakey, Catherall y Sulley. En realidad, media docena de otros músicos habían colaborado con el álbum, incluyendo al productor Ian Stanley (ex teclista de Tears for Fears), quien continuó tocando las contribuciones de Neil Sutton y Russell Dennett, y Oakey coescribiendo un tema junto a Jo Callis. El siguiente sencillo del álbum, One Man in my Heart (cantado por Sulley), y una remezcla de Don't You Want Me fueron un éxito en el Reino Unido, sin embargo, los siguientes sencillos, Filling up with Heaven y Stay with me tonight apenas entraron al Top 40.
El siguiente disco a Octopus fue difícil de producir, y un subsecuente cambio en la gerencia de East West Records desembocó en la cancelación del contrato entre el grupo y el sello discográfico.

## Años 2000
La banda no publicó su siguiente álbum hasta el año 2001. El grupo aún era presentado como el trío Phil & the oats (Phil y las tias), aunque Neil Sutton apareció en los créditos como teclista y coescribió la mayoría del material junto a Philip Oakey.
A pesar de ser extremadamente bien recibido por la crítica, el nuevo sello del grupo, Papillion (una subsidiaria de Chrysalis Records), fue cerrado por la compañía principal poco tiempo después del lanzamiento del disco, provocando una pobre promoción y bajas ventas. Secrets logró posicionarse en el lugar 44 de las listas del Reino Unido en su primera semana, pero a la semana siguiente desapareció de la lista. Susan Gayle dijo que el rechazo de Secrets fue lo peor que la banda ha pasado desde 1991.
Durante los años posteriores, la banda ha continuado sus giras, gozando el éxito de sus presentaciones en vivo y lanzando un DVD con imágenes de su espectáculo en Brighton en 2003. En los últimos años, han participado en un par de giras Tributo a los '80, interpretando sus más memorables éxitos.
El 22 de septiembre de 2006, la banda tocó en el programa de la cadena de televisión ABC, Jimmy Kimmel Live. El mayor acontecimiento de ese año, fue su presentación en el Hollywood Bowl de Los Ángeles, frente a una audiencia de 18.000 personas en el mes de octubre. Esto fue seguido por una gira de 11 presentaciones por el Reino Unido y el resto de Europa, entre noviembre y diciembre.
En 2007, su actuación en España dentro del FIB, fue una de las más comentadas por el público.

## Años 2010
Un nuevo álbum, Credo, fue lanzado en marzo de 2011. Alcanzó el puesto 44 en la lista de álbumes del Reino Unido.
El primer sencillo del álbum, "Night People", fue lanzado el 22 de noviembre de 2010, pero no logró entrar en la lista principal del Reino Unido. Sin embargo, alcanzó el puesto 25 en la lista de Indie del Reino Unido. El sencillo de seguimiento, "Never Let Me Go" fue lanzado en el Reino Unido el 1 de marzo de 2011; sin embargo, en Alemania, Suiza y Austria, "Egomaniac" fue elegido como segundo sencillo. Una edición doble en vinilo de Credo fue lanzada el 25 de julio de 2011, junto con la descarga de "Sky", el tercer sencillo del álbum.
A finales de 2012, la banda emprendió el 'XXXV Tour' por Europa y el Reino Unido, para celebrar los 35 años de existencia. Los programas fueron aclamados por la crítica. El Daily Telegraph del Reino Unido dijo "una noche de entretenimiento tan buena como la que probablemente encontrará en cualquier parte del planeta".
En marzo de 2014, "Don't You Want Me" volvió a entrar en el Top 20 de la lista de singles del Reino Unido, gracias a una campaña en las redes sociales de los fanáticos del Aberdeen F.C., que ganó la Copa de la Liga de Escocia el fin de semana anterior. Han adoptado la canción como un canto en la terraza, citando a su mediocampista Peter Pawlett con la letra cambiada a "Peter Pawlett Baby". 
En 2016, la banda realizó su gira por Europa y el Reino Unido 'A Very British Synthesizer Group' para acompañar el lanzamiento de la antología de discos múltiples del mismo nombre. [40] En invierno de 2018 emprendieron un extenso 'Red Tour' en Europa, Sudamérica Reino Unido.
En 2019, se lanzó una versión 'de lujo' de su álbum Secrets de 2001.

## Discografía

### Álbumes de estudio
| Año  | Álbum            | Sello                      |
| ---- | ---------------- | -------------------------- |
| 1979 | Reproduction     | Virgin Records             |
| 1980 | Travelogue       | Virgin Records             |
| 1981 | Dare             | Virgin Records             |
| 1982 | Love and Dancing | Virgin Records             |
| 1984 | Hysteria         | Virgin Records             |
| 1986 | Crash            | Virgin Records/A&M Records |
| 1990 | Romantic?        | Virgin Records             |
| 1995 | Octopus          | EastWest Records           |
| 2001 | Secrets          | Papillon Records           |
| 2011 | Credo            | Wall of Sound              |

### EP
| Año  | Álbum                 | Sello          |
| ---- | --------------------- | -------------- |
| 1979 | The Dignity of Labour | Fast Records   |
| 1980 | Holiday '80           | Virgin Records |
| 1983 | Fascination!          | Virgin Records |
| 2002 | Dance Like a Star     | Black Melody   |

### Recopilaciones y álbumes en vivo
| Año  | Álbum                                                                                                 |
| ---- | --- |
| 1988 | Human League Greatest Hits                                                                            |
| 1995 | The Human League Greatest Hits                                                                        |
| 1996 | The Very Best of the Human League                                                                     |
| 1998 | Soundtrack to a Generation                                                                            |
| 1998 | The Best Human League, Culture Club, Spandau Ballet, Heaven 17, Ultravox, Album In The World ...Ever! |
| 2002 | The Golden Hour of the Future                                                                         |
| 2003 | The Very Best of the Human League                                                                     |
| 2005 | Live at the Dome                                                                                      |
| 2005 | Original Remixes and Rarities                                                                         |
| 2013 | Gold                                                                                                  |
| 2016 | A Very British Synthesizer Group                                                                      |

### Sencillos
| Año  | Canción                              | Álbum                          |
| ---- | ------------------------------------ | ------------------------------ |
| 1978 | Being Boiled                         | -                              |
| 1979 | I Don't Depend on You (as "The Men") | -                              |
| 1980 | Holiday '80 E.P.                     | Travelogue                     |
| 1980 | Empire State Human                   | Reproduction                   |
| 1980 | Only After Dark                      | Travelogue                     |
| 1981 | Boys and Girls                       | -                              |
| 1981 | The Sound of the Crowd               | Dare!                          |
| 1981 | Love Action (I Believe in Love)      | Dare!                          |
| 1981 | Open Your Heart                      | Dare!                          |
| 1981 | Don't You Want Me                    | Dare!                          |
| 1982 | Being Boiled                         | Travelogue                     |
| 1982 | Holiday '80 E.P. (relanzado)         | Travelogue                     |
| 1982 | Mirror Man                           | Fascination!                   |
| 1983 | (Keep Feeling) Fascination           | Fascination!                   |
| 1984 | The Lebanon                          | Hysteria                       |
| 1984 | Life on Your Own                     | Hysteria                       |
| 1984 | Louise                               | Hysteria                       |
| 1986 | Human                                | Crash                          |
| 1986 | I Need Your Loving                   | Crash                          |
| 1988 | Love Is All That Matters (1986)      | Human League Greatest Hits     |
| 1990 | Heart Like a Wheel                   | Romantic?                      |
| 1990 | Soundtrack to a Generation           | Romantic?                      |
| 1994 | Tell Me When                         | Octopus                        |
| 1995 | One Man in My Heart                  | Octopus                        |
| 1995 | Filling up with Heaven               | Octopus                        |
| 1995 | Don't You Want Me (remix)            | The Human League Greatest Hits |
| 1996 | Stay With Me Tonight                 | The Human League Greatest Hits |
| 2001 | All I Ever Wanted                    | Secrets                        |
| 2003 | Love Me Madly?                       | Secrets                        |

### DVD y vídeos
| Año  | Título                               | Formato  |
| ---- | ------------------------------------ | -------- |
| 1983 | The Human League Video Single        | VHS/Beta |
| 1991 | Human League Greatest Hits           | VHS/LD   |
| 1995 | The Human League Video Greatest Hits | VHS      |
| 2003 | The Human League The Very Best Of    | DVD      |
| 2004 | The Human League Live at The Dome    | DVD      |

## Premios
- 1982, Brit Awards, mejor actuación revelación.
- 2004, Q Awards, premio a la innovación en el sonido.